# Prix Atlas
Prix Atlas är ett travlopp för 3-åriga varmblod (hingstar) som körs på Vincennesbanan utanför Paris i Frankrike varje år. Det går av stapeln i början av april. Det är ett Grupp 3-lopp, det vill säga ett lopp av tredje högsta internationella klass. Loppet körs över distansen 2175 meter med voltstart. Den samlade prissumman i loppet är 70 000 euro, varav 31 500 euro till vinnaren.

## Vinnare
| 2025 | Mat Manathis                                      | Booster Winner                                    | Benjamin Rochard                                  | Alexis Prat                                       | 1'13'1                                            |                                                   |                                                   |                                                   |                                                   |                                                   |
| 2024 | Little Brown                                      | Goetmals Wood                                     | David Thomain                                     | Philippe Allaire                                  | 1'13'2                                            |                                                   |                                                   |                                                   |                                                   |                                                   |
| 2023 | Ksar                                              | Follow You                                        | Matthieu Abrivard                                 | Emmanuel Varin                                    | 1'12'5                                            |                                                   |                                                   |                                                   |                                                   |                                                   |
| 2022 | Jazzy Dancer                                      | Django Riff                                       | Alexandre Abrivard                                | Tomas Malmqvist                                   | 1'12'5                                            |                                                   |                                                   |                                                   |                                                   |                                                   |
| 2021 | Inställt p.g.a. den pågående coronaviruspandemin. | Inställt p.g.a. den pågående coronaviruspandemin. | Inställt p.g.a. den pågående coronaviruspandemin. | Inställt p.g.a. den pågående coronaviruspandemin. | Inställt p.g.a. den pågående coronaviruspandemin. | Inställt p.g.a. den pågående coronaviruspandemin. | Inställt p.g.a. den pågående coronaviruspandemin. | Inställt p.g.a. den pågående coronaviruspandemin. | Inställt p.g.a. den pågående coronaviruspandemin. | Inställt p.g.a. den pågående coronaviruspandemin. |
| 2020 | Inställt p.g.a. den pågående coronaviruspandemin. | Inställt p.g.a. den pågående coronaviruspandemin. | Inställt p.g.a. den pågående coronaviruspandemin. | Inställt p.g.a. den pågående coronaviruspandemin. | Inställt p.g.a. den pågående coronaviruspandemin. | Inställt p.g.a. den pågående coronaviruspandemin. | Inställt p.g.a. den pågående coronaviruspandemin. | Inställt p.g.a. den pågående coronaviruspandemin. | Inställt p.g.a. den pågående coronaviruspandemin. | Inställt p.g.a. den pågående coronaviruspandemin. |
| 2019 | Gamble River                                      | Un Mec d'Héripré                                  | François Lagadeuc                                 | Sébastien Guarato                                 | 1'13'1                                            |                                                   |                                                   |                                                   |                                                   |                                                   |
| 2018 | Fakir du Lorault                                  | Valliant Cash                                     | Francois Lecanu                                   | Frederic Heon                                     | 1'13'3                                            |                                                   |                                                   |                                                   |                                                   |                                                   |
| 2017 | Ere Nouvelle                                      | Love You                                          | Gabriele Gelormini                                | Philippe Allaire                                  | 1'14'5                                            |                                                   |                                                   |                                                   |                                                   |                                                   |
| 2016 | Dynamite's Fella                                  | Ready Cash                                        | Franck Nivard                                     | Fabrice Souloy                                    | 1'15'3                                            |                                                   |                                                   |                                                   |                                                   |                                                   |
| 2015 | Caline Elde                                       | Laetenter Diem                                    | Mathieu Mottier                                   | Dominique Lemetayer                               | 1'15'4                                            |                                                   |                                                   |                                                   |                                                   |                                                   |
| 2014 | Bassana de Marlau                                 | Sam Bourbon                                       | Jean-Pierre Dubois                                | Jean-Michel Baudouin                              | 1'15'0                                            |                                                   |                                                   |                                                   |                                                   |                                                   |
| 2013 | Absinthe                                          | Quatre Juillet                                    | Jean-Étienne Dubois                               | Jean-Étienne Dubois                               | 1'17'7                                            |                                                   |                                                   |                                                   |                                                   |                                                   |
| 2012 | Vie à Deux                                        | Goetmals Wood                                     | Matthieu Abrivard                                 | Fabrice Souloy                                    | 1'15'0                                            |                                                   |                                                   |                                                   |                                                   |                                                   |
| 2011 | Urgentissime                                      | Coktail Jet                                       | Franck Nivard                                     | Philippe Allaire                                  | 1'16'6                                            |                                                   |                                                   |                                                   |                                                   |                                                   |
| 2010 | Tonia de Piencourt                                | In Foot                                           | Éric Raffin                                       | Robert Chauvin                                    | 1'14'7                                            |                                                   |                                                   |                                                   |                                                   |                                                   |
| 2009 | Samara                                            | Défi d'Aunou                                      | Christophe Martens                                | Fabrice Souloy                                    | 1'15'9                                            |                                                   |                                                   |                                                   |                                                   |                                                   |
| 2008 | Rapide Aventure                                   | Love You                                          | Jean Baudron                                      | Ludovic J J Martin                                | 1'14'6                                            |                                                   |                                                   |                                                   |                                                   |                                                   |
| 2007 | Quita de la Cote                                  | Derby du Gite                                     | Xavier Thevenet                                   | Xavier Thevenet                                   | 1'17'1                                            |                                                   |                                                   |                                                   |                                                   |                                                   |
| 2006 | Princess Foot                                     | Arnaqueur                                         | Yves Dreux                                        | Patrick Hawas                                     | 1'16'7                                            |                                                   |                                                   |                                                   |                                                   |                                                   |